# けやき (企業)
株式会社けやきは、兵庫県加東市に本拠を置く葬祭業を主たる事業とする企業。

## 概要
加東市、小野市、加西市、三木市、西脇市、多可郡多可町など北播地方を中心に、市役所指定の福祉葬や病院からの直葬なども手掛けるほか、葬祭ディレクター1級、2級を持つ女性スタッフが多いなどの特徴を持つ。
代表者の森本幸弘は、ラジオ関西「ラジ王」のコメンテーター（水曜日担当）を2011年より務めており、葬儀に関する解説や情報発信を行っている。また森本には現代における葬儀のあり方や、葬儀社の選び方を解説した『理想の葬儀』（幻冬舎ルネッサンス）がある。
同社が運営する「セレモニーホールけやき」は北播地方で最初にできた葬祭会館である。ここで地域の人を対象とした「終活セミナー」や友引の日に開催する「友引塾」など、地域コミュニティの一翼を担う活動も行っている。2008年より会員入会金の全額共同募金への寄付を行っており、中央共同募金会より2011年、2012年に感謝状を受ける。

## 沿革
- 2004年（平成16年） - 7月22日、森本幸弘により「有限会社セレモニホールけやき」設立。小規模な葬儀を中心に行う[2][1][5]。
- 2007年（平成19年） - 加東市内にて流産や死産でなくなった嬰児の骨壺、棺の無償提供を開始[2]。
- 2008年（平成20年） - けやき会員入会金の、全額共同募金への寄付を開始[2]。
- 2011年（平成23年） - 株式会社けやきへ商号変更[3][2]。
- 2012年（平成24年） - 『理想の葬儀』（森本幸弘著）発刊（2012年10月20日、幻冬舎ルネッサンス）[5]
- 2014年（平成26年） - 西脇営業所オープン[2]。
- 2015年（平成27年） - 遺品整理専門の「あんど」設立[2][6]。
- 2017年（平成29年） - 9月9日、千葉テレビ「ビジネスフラッシュ2ndStage～企業が輝くとき」に森本幸弘が出演[7][8]。

## 所在地
- 本社

兵庫県加東市上中3-67
- 西脇営業所

西脇市黒田庄町大門

## 著書
- 森本幸弘『理想の葬儀』（2012年10月20日、幻冬舎ルネッサンス）[5]

## メディア

### テレビ
- 2017年9月9日 - 千葉テレビ「ビジネスフラッシュ2ndStage～企業が輝くとき」[7][8]

### ラジオ
- 2011年～ - ラジオ関西「ラジ王」（代表者の森本幸弘がコメンテーターを担当）[1]